# Дашичев Іван Федорович
Дашичев Іван Федорович (3 січня 1897, село Тимоновка, Орловська губернія, Російська імперія — 24 квітня 1963, Москва, СРСР) — радянський воєначальник, генерал-майор (1940 рік). У 1942 році за невміле командування військами був репресований.

## Біографія
Народився в селянській родині. 
Був учасником Першої світової війни, в Російській імператорській армії дослужився до підпоручика. Із 1918 року — у Червоній Армії.
Під час громадянської війни в Росії — начальник штабу 80-ї бригади 27-ї стрілецької дивізії. У 1921 році на чолі каральної бригади брав участь у придушенні Кронштадтського повстання, відзначився особливою жорстокістю. За діяльність в період війни був нагороджений трьома орденами Червоного прапора.
Після громадянської війни — начальник штабу 27-ї дивізії, начальник штабу 2-го стрілецького корпусу. Із 1936 року — командир 35-ї стрілецької дивізії, із 1937 року — помічник командира 2-го стрілецького корпусу. Закінчив Військову академію імені Фрунзе.
Під час війни з Фінляндією командував 47-м стрілецьким корпусом, який фіни розгромили під Суомуссалмі. За поразку був знятий з посади та понижений у званні.
Під час німецько-радянської війни спершу командував 35-м стрілецьким корпусом, а потім 9-м окремим стрілецьким корпусом. Брав участь у боях на північ від Одеси, в боях за Крим. 16 січня 1942 року був призначений командувачем 44-ї армії в Криму. Втратив управління військами і здав німцям Феодосію. За цю поразку знятий з посади і відданий під трибунал. Суд понизив Дашичева у військовому званні до полковника. Його відправили спокутувати вину на Калінінський фронт. Однак, уже 4 липня 1942 року Дашичев був заарештований вдруге за «антирадянську агітацію та пропаганду». Наступні 8 років він провів в ув'язненні.
У 1950 році Дашичева було заарештовано до 10 років виправно-трудових таборів. Після смерті Сталіна він вийшов на свободу та був реабілітований.